# Diocesi di Aire e Dax

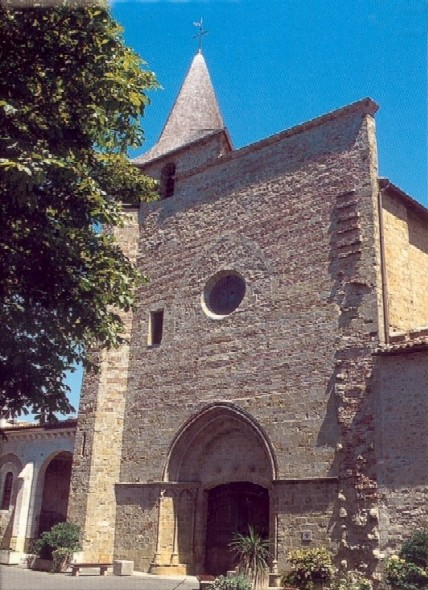
La concattedrale di San Giovanni Battista a Aire-sur-l'Adour.

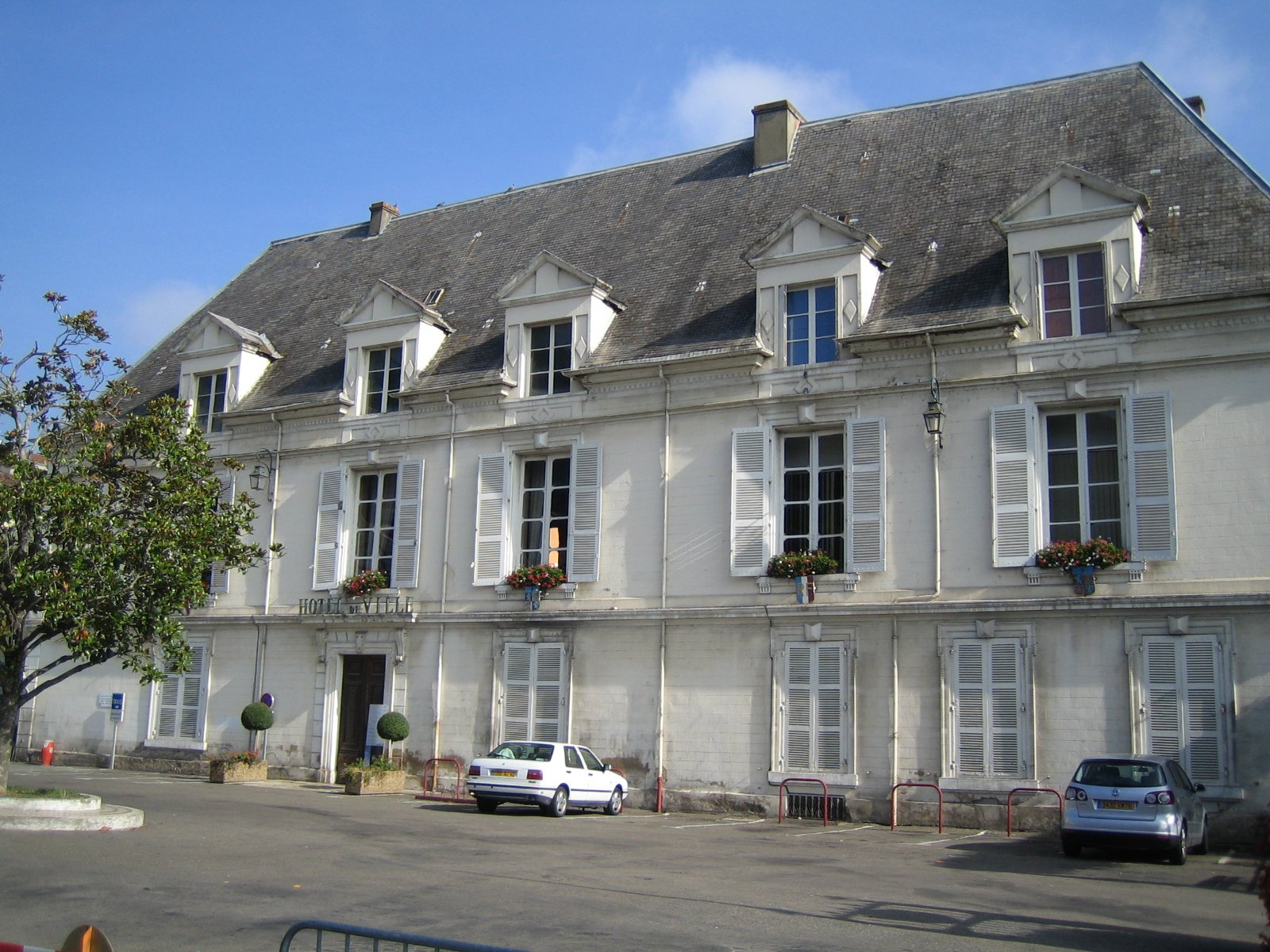
LHôtel de la ville di Aire-sur-l'Adour; fino al 1927 era il palazzo episcopale della diocesi.

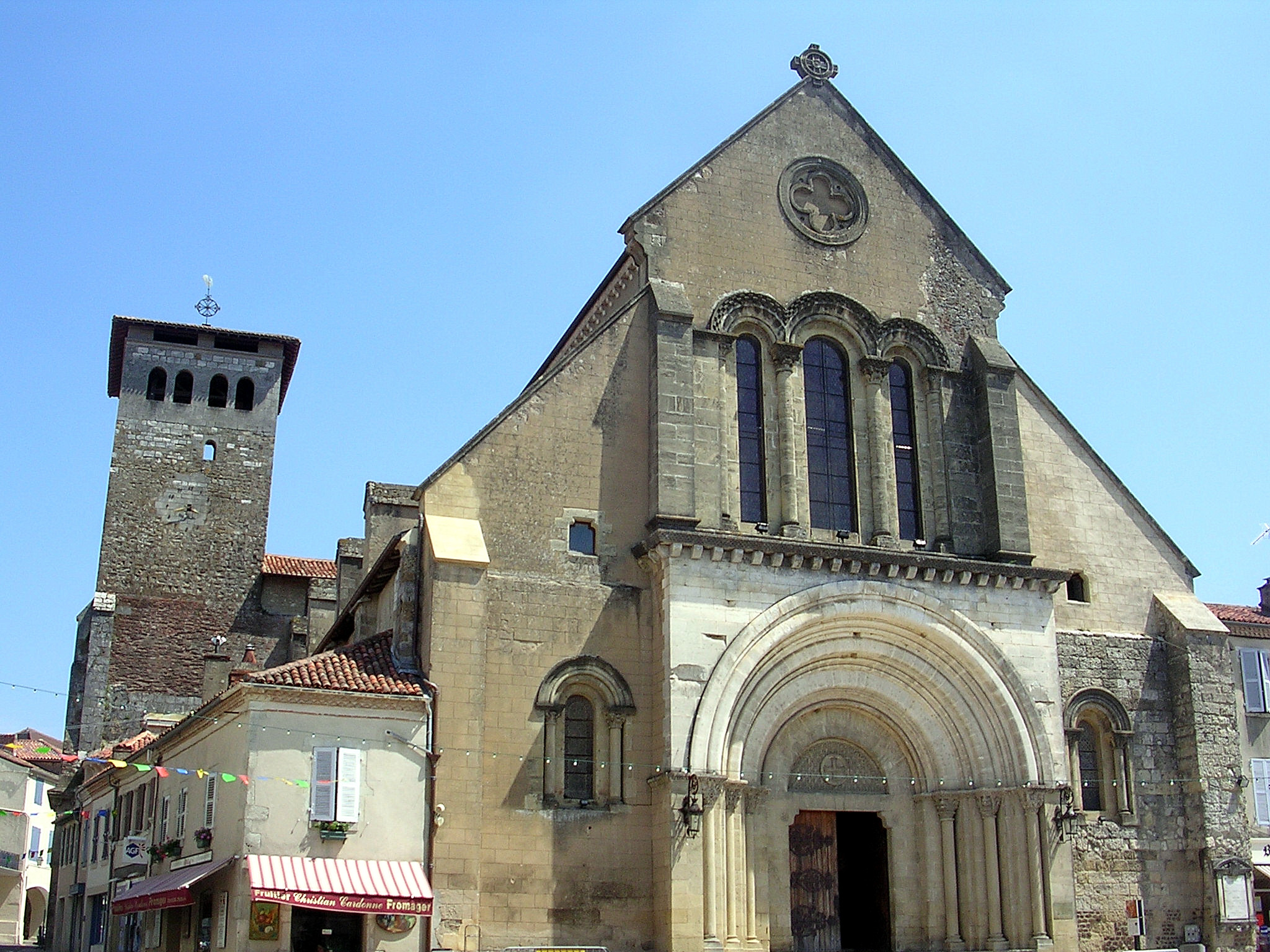
La chiesa dell'abbazia di Saint-Sever.

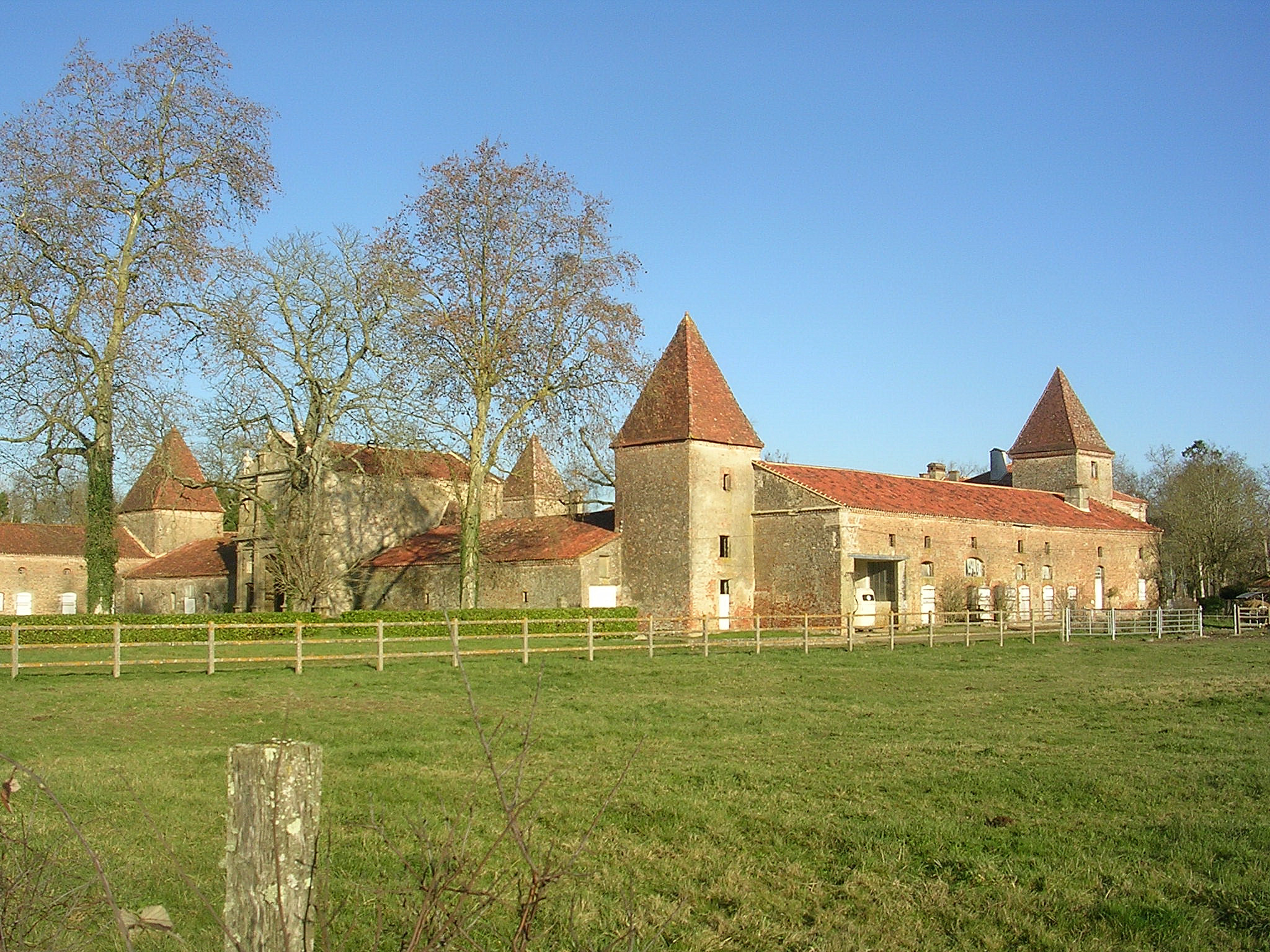
L'abbazia Saint-Jean-de-la-Castelle, oggi sita nel comune di Duhort-Bachen.

La diocesi di Aire e Dax (in latino Dioecesis Aturensis et Aquae Augustae) è una sede della Chiesa cattolica in Francia suffraganea dell'arcidiocesi di Bordeaux. Nel 2022 contava 272.000 battezzati su 407.444 abitanti. È retta dal vescovo Nicolas Jean-Marie Souchu.

## Territorio
La diocesi comprende il dipartimento francese delle Landes.
Sede vescovile è la città di Dax, dove si trova la cattedrale di Santa Maria. Ad Aire-sur-l'Adour sorge la concattedrale di San Giovanni Battista.
Il territorio si estende su 9.364 km² ed è suddiviso in 35 parrocchie.

## Storia
Le civitates Aturensium et Aquensium erano due delle città che costituivano la provincia romana della Novempopulana, come attestato dalla Notitia Galliarum databile all'inizio del V secolo.
Incerte sono le origini delle due diocesi. Secondo la tradizione, la diocesi di Dax risale all'epoca del martirio di san Vincenzo, primo vescovo; ma la sua vita, piuttosto leggendaria e tardiva, non permette di specificare meglio la cronologia della fondazione (forse IV secolo). La stessa cosa si può dire per Aire, le cui origini sono legate alle leggende del martirio di santa Quiteria (Quitterie) e dei santi Girone (Girons) e Severo. Entrambe le diocesi furono rappresentate al concilio di Agde del 506 dai vescovi Graziano di Dax e Marcello di Aire; si tratta della prima menzione storica relativa alle due diocesi, che erano suffraganee dell'arcidiocesi di Eauze, sede metropolitana civile e religiosa della Novempopulana.
Non esistendo cataloghi episcopali antichi derivanti dai dittici, sono pochi i vescovi conosciuti del primo millennio, anche a causa delle invasioni e delle distruzioni operate prima dai Saraceni (VIII secolo) e poi dai Normanni (IX secolo).
Proprio a causa di queste invasioni, alcuni studiosi nell'Ottocento hanno avanzato l'ipotesi che tra il X e l'XI secolo, in concomitanza con la nascita del ducato di Guascogna, le diocesi della parte occidentale della Novempopulana (Lescar, Bayonne, Oloron, Aire e Dax) abbiano costituito un'unica grande diocesi, con il nome di diocesi di Guascogna con probabile sede a Bazas. Sono tre i vescovi noti che le fonti chiamano episcopi Vasconiae seu Vasconensis: Gombaldo, Arsio Raca e Raimondo il vecchio. Il concilio di Tolosa del 1058 mise fine a questa situazione irregolare, restaurando tutte le antiche sedi episcopali, spesso vacanti da lungo tempo, come quelle di Aire e di Dax. Da questo momento le diocesi diventano suffraganee dell'arcidiocesi di Auch, che dal IX secolo aveva preso il posto della distrutta Eauze.
All'inizio dell'XI secolo la diocesi di Dax perse tutta la parte meridionale del suo territorio a vantaggio dell'erezione della diocesi di Labourd (che in seguito assunse il nome di diocesi di Bayonne). A lungo imprecisati, i confini territoriali della diocesi di Dax non furono fissati che alla fine dell'XI secolo sotto l'episcopato di Raymond de Sentes, che suddivise la diocesi in quattro arcidiaconati, che a partire dal XIV secolo, con il vescovo Arnaud de Ville, verranno sostituiti da arcipreture (se ne conteranno 19 alla fine del Settecento). La diocesi di Aire invece fu organizzata nel XII secolo in due arcidiaconati e nel secolo successivo in sei arcipreture. Questa organizzazione territoriale rimase invariata fino alla dissoluzione delle due diocesi durante la rivoluzione francese.
Nel XVI secolo le due diocesi furono coinvolte nelle guerre di religione che sconvolsero tutto il sud-ovest della Francia e che provocarono morte, massacri e desolazione in tutte le Landes. A soffrirne fu soprattutto la diocesi di Dax, il cui territorio meridionale penetrava, come un cuneo, nel paese basco (fino a Larceveau) dove grande fu l'influenza dei protestanti grazie alla regina Giovanna III di Navarra.
Il territorio delle due diocesi era ricco di edifici religiosi. Tra questi si ricordano, nella diocesi di Aire l'abbazia benedettina di Saint-Sever e quella premostratense di Saint-Jean-de-la-Castelle; e nella diocesi di Dax, le abbazie benedettine di Sorde, di Cagnotte e di Divielle, e quella premostratense di Arthous.
Le costituzioni sinodali dell'antica diocesi di Dax, pubblicate dall'Abbé Degert, sono di grande interesse storico per lo studio delle antiche costituzioni e costumi dei secoli XIII e XIV. Degert nel corso di queste pubblicazioni riuscì a rettificare alcuni errori nelle liste episcopali della Gallia christiana.
Intorno al 1588 San Vincenzo de' Paoli fece i suoi primi studi con i francescani di Dax, ma una buona educazione secondaria a Dax risale solo all'istituzione dei barnabiti nel 1640.
In seguito al concordato, il 29 novembre 1801 con la bolla Qui Christi Domini di papa Pio VII le due diocesi furono soppresse ed il loro territorio fu incorporato nella diocesi di Bayonne.
Nel giugno del 1817 fra Santa Sede e governo francese fu stipulato un nuovo concordato, cui fece seguito il 27 luglio la bolla Commissa divinitus, con la quale il papa restaurava la sola sede di Aire. Tuttavia, poiché il concordato non entrò in vigore in quanto non ratificato dal Parlamento di Parigi, questa erezione non ebbe effetto.
Il 6 ottobre 1822 la diocesi di Aire fu definitivamente ristabilita con la bolla Paternae charitatis dello stesso papa Pio VII come suffraganea dell'arcidiocesi di Auch. Il suo territorio inglobava anche la maggior parte dell'antica diocesi di Dax; per questo motivo il 9 dicembre 1856 ai vescovi di Aire fu concesso di aggiungere al proprio titolo quello di Dax.
Il 31 marzo 1933 per effetto della bolla Ad rectum et utile di papa Pio XI la residenza vescovile è stata traslata da Aire a Dax e la diocesi ha assunto il nome attuale. Contestualmente la cattedrale di San Giovanni Battista di Aire è divenuta concattedrale, mentre la chiesa di Santa Maria di Dax è stata elevata a cattedrale.
L'8 dicembre 2002, con la riorganizzazione delle circoscrizioni diocesane francesi, la diocesi è entrata a far parte della provincia ecclesiastica dell'arcidiocesi di Bordeaux.

## Cronotassi dei vescovi
Si omettono i periodi di sede vacante non superiori ai 2 anni o non storicamente accertati.

### Vescovi di Dax
- San Vincenzo † (circa IV secolo)
- Graziano † (menzionato nel 506)
- Carterio † (menzionato nel 541)
- Liberio † (prima del 549 - dopo il 551)
  - Faustiano † (584 - 585 deposto) (vescovo illegittimo)
- Nicezio † (585 - ?)
- Illidio †
- Rivelato †[7]
- Olterio † (menzionato nell'898)
- Episcopi Vasconiensis :
  - Gombaldo † (menzionato nel 977)
  - Arsio Raca † (menzionato nel 982)
  - Raymond I le Vieux † (prima del 1033 - 1058 deposto)
- Raimond II le Jeune † (circa 1059)[8]
- Macaire † (circa 1059 - circa 1061)
- Grégoire de Montaner † (circa 1062 - circa 1068 dimesso)
- Bernard de Mugron, O.S.B. † (circa 1068 - 25 luglio 1097 deceduto)
- Raymond de Sentes † (circa 1098 - 28 marzo 1117 deceduto)
- Guillaume de Heugas † (1117 - 1143 deceduto)
- Arnaud-Guillaume de Sort † (1143 - 2 gennaio 1168 deceduto)
- Guillaume Bertrand † (1168 - 25 aprile 1203 deceduto)
- Jean de Cauna † (1203 - maggio 1204 deceduto)
- Fortanier de Mauléon † (circa giugno 1204 - 17 febbraio 1216 deceduto)
- Arnaud de Lescar † (1216 - circa 1220)
- Gaillard de Salinis  † (circa 1220 - 27 novembre 1233 deceduto)
- Gratien d'Amou † (menzionato nel 1234)
- Arnaud-Raimond de Tartas † (1234 - circa 1238)
- Navarre de Miossenx † (prima di giugno 1239 - 3 novembre 1272 deceduto)
  - Sede vacante (1272-1278)
- Arnaud de Ville † (5 aprile 1278 - 11 marzo 1305 deceduto)
- Garsie-Arnaud de Caupenne † (prima di settembre 1305 - 8 gennaio 1327 deceduto)
- Bernard de Liposse † (19 gennaio 1327 - 1359 deceduto)
- Pierre la Cobre † (15 marzo 1359 - 15 aprile 1359 deceduto)
- Pierre Itier † (10 maggio 1359 - 17 settembre 1361 dimesso)
- Bernard d'Albret, O.F.M. † (1º giugno 1362 - 1362 deceduto)
- Jean de Saya † (18 gennaio 1363 - 9 giugno 1375 nominato vescovo di Agen)
- Jean de Hanecourt † (9 giugno 1375 - agosto 1375 deceduto)
- Obbedienza avignonese:
  - Jean Bauffès † (27 agosto 1375 - 4 dicembre 1391 nominato vescovo di Vic)
  - Pierre Troselli † (4 dicembre 1391 - 9 marzo 1405 deposto)
  - Nicolas Duriche, O.P. † (27 maggio 1412 - 1423)
- Obbedienza romana:
  - João Guterres † (circa marzo 1380 - dopo maggio 1393 deceduto)
  - Pierre du Bosc † (5 dicembre 1393 - 27 aprile 1400 deceduto)
  - Pierre Ameil de Brénac, O.E.S.A. † (19 giugno 1400 - 4 maggio 1401 dimesso) (amministratore apostolico)
  - Garsie-Arnaud de Navailles † (4 maggio 1401 - dopo maggio 1407)
  - Pèlegrin du Fau † (circa novembre 1407 - 1408 o 1409)
  - Pierre d'Anglade, O.P. † (23 agosto 1409 - 1420 dimesso)
- Francesco Piccolpasso † (29 marzo 1423 - 26 febbraio 1427 nominato vescovo di Pavia)
- Bernard de la Planche, O.S.B. † (26 febbraio 1427 - 1439 deposto)
- Garsie-Arnaud de la Sègue † (25 settembre 1439 - 9 dicembre 1444 nominato vescovo di Bayonne)
- Guillaume-Arnaud de la Borde † (9 dicembre 1444 - ?)
- Bertrand † (? - 5 luglio 1451 nominato vescovo di Oloron)[9]
  - Pierre de Foix, O.F.M. † (5 luglio 1451 - 30 maggio 1459 dimesso) (amministratore apostolico)
- Jean de Foix † (30 maggio 1459 - 9 maggio 1466 nominato vescovo di Saint-Bertrand-de-Comminges)
- Bertrand de Boyrie † (12 maggio 1466 - 8 aprile 1499 dimesso)
- Arnaud de Boyrie † (8 aprile 1499 - 6 febbraio 1502 deceduto)
- Pierre de Caupenne † (6 febbraio 1502 succeduto - circa 1512 ? deceduto)
- Jean de Lamarthonie † (circa 1512 - 1519 dimesso o deceduto)
- Gaston de Lamarthonie † (1º aprile 1519 - ottobre 1555 deceduto)
- François de Noailles † (28 settembre 1556 - 1562 dimesso)
  - Gilles de Noailles † (1562 - 10 agosto 1597 dimesso) (illegittimo)
- Jean-Jacques du Sault † (25 maggio 1598 - 25 maggio 1623 deceduto)
- Philibert du Sault † (25 maggio 1623 succeduto - 11 novembre 1638 deceduto)
- Jacques Desclaux † (11 aprile 1639 - 4 agosto 1658 deceduto)
- Guillaume le Boux † (26 maggio 1659 - 15 dicembre 1666 nominato vescovo di Périgueux)
- Hugues de Bar † (7 marzo 1667 - 8 gennaio 1671 dimesso)
- Paul-Philippe de Chaumont † (14 dicembre 1671 - 1684 dimesso)
  - Léon de Lalanne † (1684 - 15 agosto 1688 dimesso) (vescovo eletto)
  - Jean-Marie de Prugues † (15 agosto 1688 - giugno 1690 deceduto) (vescovo eletto)
- Bernard d'Abbadie d'Arboucave † (5 maggio 1692 - 14 dicembre 1732 deceduto)
- François d'Andigné † (2 settembre 1733 - 28 maggio 1736 deceduto)
- Louis-Marie de Suarez d'Aulan † (6 maggio 1737 - 23 gennaio 1772 dimesso)
- Charles-Auguste Le Quien de Laneufville † (27 gennaio 1772 - prima del 29 novembre 1801 dimesso)
  - Sede soppressa

### Vescovi di Aire
- Marcello † (prima del 506 - dopo il 533)[10]
- Rustico † (prima del 584 - dopo il 585)
- Palladio † (menzionato nel 614)
- Filibaldo † (all'epoca del re Dagoberto I)
- Orso † (menzionato nel 673/675)
- Asinario † (menzionato nel 788/791)
- Episcopi Vasconiensis :
  - Gombaldo † (menzionato nel 977)
  - Arsio Raca † (menzionato nel 982)
  - Raymond le Vieux † (prima del 1033 - 1058 deposto)
- Pierre I, O.S.B. † (prima di ottobre 1061 - 15 luglio 1092 deceduto)
- Pierre II † (menzionato nel 1093 o 1095)
- Guillaume † (dopo il 1099 - 30 novembre 1115 deceduto)
- Bonhomme † (1116 - 14 dicembre 1147 deceduto)
- Vital de Saint-Hermès † (prima del 1160 - dopo il 1175)
- Odon d'Arbéchan † (? - 23 novembre 1179 deceduto)
- Bernard de Marsan † (menzionato nel 1182)
- Guillaume Bernard † (prima del 1188 - 1192 deceduto)
- Martin † (menzionato nel 1194)
- Vital de Boeufmort † (? - 6 luglio 1211 deceduto)
- Jourdain † (1211 - dopo il 1216)
- Gauthier, O.Cist. †
- Auger[11] † (prima del 1221 - 24 luglio 1237 deceduto)
- Raymond de Saint-Martin † (1237 ?[12] - 7 agosto 1266 deceduto)
- Pierre de Betous † (prima di novembre 1268 - dopo marzo 1295 deceduto)
- Martin Defosse † (1295 - 16 dicembre 1307 deceduto)
- Bernard de Bats † (prima del 17 luglio 1308 - 15 gennaio 1326 deceduto)
- Anesanche de Toujouse † (3 settembre 1326 - 25 agosto 1327 deceduto)
- Garsias de Fau † (11 gennaio 1328 - 18 aprile 1349 deceduto)
- Dauphin de Marquefave † (17 giugno 1349 - 15 novembre 1354 deceduto)
- Bernard † (17 novembre 1354 - 18 giugno 1361 nominato vescovo di Tarbes)
- Jean de Montaut † (18 giugno 1361 - maggio 1386 deceduto)
- Obbedienza avignonese:
  - Garsias-Arnaud de Navailles † (16 giugno 1386 - aprile 1397 deceduto)
  - Bernard de Brun † (15 maggio 1397 - prima del 27 aprile 1418 deceduto)
- Obbedienza romana:
  - Robert Waldby, O.E.S.A. † (4 giugno 1386 - 14 novembre 1390 nominato arcivescovo di Dublino)
  - Maurice Usk, O.P. † (14 novembre 1390 - aprile 1393 nominato vescovo di Bazas)
  - Arnaud-Guillaume de Lescun † (10 luglio 1392 - 22 dicembre 1423 nominato vescovo di Conserans)
- Roger de Castelbon † (22 dicembre 1423 - 13 gennaio 1440 nominato vescovo di Tarbes)
- Pierre de Gachefret † (13 gennaio 1440 - dicembre 1444 deceduto)
- Louis d'Albret † (7 gennaio 1445 - 30 luglio 1460 nominato vescovo di Cahors)
- Tristan d'Aure † (30 luglio 1460 - dopo il 1º aprile 1475 dimesso)
- Pierre de Foix † (31 luglio 1475 - 5 maggio 1484 dimesso)[13]
  - Mathieu de Nargassie † (5 maggio 1484 - 1485 deceduto) (vescovo eletto)
- Bernard d'Abbadie † (15 febbraio 1486 - dopo il 10 agosto 1511)
- Antoine du Monastey † (1512 - 1516 deceduto)
- Arnaud-Guillaume d'Aydie † (14 gennaio 1517 - 22 dicembre 1521 deceduto)
- Charles de Gramont † (24 aprile 1523 - 9 marzo 1530 nominato arcivescovo di Bordeaux)
- Gabriele di Saluzzo † (9 marzo 1530 - 6 febbraio 1538 dimesso)
- Jacques de Saint-Julien † (6 febbraio 1538 - 1560 deceduto)
- Christophe de Foix-Candale † (13 settembre 1560 - 4 settembre 1570 deceduto)
  - Sede vacante (1570-1576)
- François de Foix-Candale † (18 luglio 1576 - 5 febbraio 1594 deceduto)
  - Sede vacante (1594-1606)
- Philippe Cospéan † (4 dicembre 1606 - 13 ottobre 1621 nominato vescovo di Nantes)
- Sébastien Bouthilier † (13 ottobre 1621 - 17 gennaio 1625 deceduto)
  - Sede vacante (1625-1627)
- Gilles Boutault † (27 giugno 1627 - 15 novembre 1649 nominato vescovo di Évreux)
- Charles-François d'Anglure de Bourlémont † (10 gennaio 1650 - 17 febbraio 1659 nominato vescovo di Castres)
- Bernard de Sariac † (10 marzo 1659 - 12 ottobre 1672 deceduto)
- Jean-Louis de Fromentières † (12 giugno 1673 - 18 dicembre 1684 deceduto)
  - Sede vacante (1684-1693)
- Armand Bazin de Besons † (12 ottobre 1693 - 15 settembre 1698 nominato arcivescovo di Bordeaux)
- Louis-Gaston Fleuriau d'Armenonville † (24 novembre 1698 - 15 novembre 1706 nominato vescovo di Orléans)
- François-Gaspard de La Mer de Matha † (21 febbraio 1707 - 30 giugno 1710 deceduto)
- Joseph-Gaspard de Montmorin de Saint-Hérem de La Chassaigne † (10 novembre 1710 - 7 novembre 1723 deceduto)
- Gilbert-Gaspard de Montmorin de Saint-Hérem de La Chassaigne † (7 novembre 1723 succeduto - 1º dicembre 1734 nominato vescovo di Langres)
- François de Serret de Gaujac † (27 febbraio 1736 - 18 novembre 1757 deceduto)
- Plaicart de Raigecourt † (13 marzo 1758 - 26 ottobre 1783 deceduto)
- Sébastien-Charles-Philibert de Roger de Cahuzac de Caux † (26 ottobre 1783 succeduto - 1816 dimesso)[14]
  - Sede soppressa (1801-1822)
- Jean-François-Marie Le Pappe de Trévern † (16 maggio 1823 - 9 aprile 1827 nominato vescovo di Strasburgo)
- Dominique-Marie Savy † (25 giugno 1827 - 12 dicembre 1839 dimesso)
- François-Adélaïde-Adolphe Lanneluc † (12 dicembre 1839 succeduto - 30 giugno 1856 deceduto)
- Prosper-Michel-Arnaud Hiraboure † (15 dicembre 1856 - 6 giugno 1859 deceduto)
- Louis-Marie-Olivier Epivent † (26 settembre 1859 - 22 luglio 1876 deceduto)
- Victor-Jean-François-Paulin Delannoy † (18 dicembre 1876 - 7 agosto 1905 deceduto)
- François-Eugène Touzet † (21 febbraio 1906 - 23 settembre 1911 deceduto)
- Maurice-Charles-Alfred de Cormont † (27 novembre 1911 - 22 dicembre 1930 dimesso[15])
- Clément Mathieu † (12 settembre 1931 - 31 marzo 1933 nominato vescovo di Aire e Dax)

### Vescovi di Aire e Dax
- Clément Mathieu † (31 marzo 1933 - 25 marzo 1963 deceduto)
- Fernand-Pierre-Robert Bézac des Martinies † (25 marzo 1963 succeduto - 25 aprile 1978 dimesso)
- Robert Pierre Sarrabère † (25 aprile 1978 succeduto - 18 giugno 2002 ritirato)
- Philippe Jean Louis Breton † (18 giugno 2002 - 24 gennaio 2012 ritirato)
- Hervé Gaschignard (24 gennaio 2012 - 6 aprile 2017 dimesso)
  - Bernard Charrier (6 aprile 2017 - 15 novembre 2017) (amministratore apostolico)
- Nicolas Jean-Marie Souchu, dal 15 novembre 2017

## Statistiche
La diocesi nel 2022 su una popolazione di 407.444 persone contava 272.000 battezzati, corrispondenti al 66,8% del totale.
| anno | popolazione | popolazione | popolazione | presbiteri | presbiteri | presbiteri | presbiteri                | diaconi | religiosi | religiosi | parrocchie |
| anno | battezzati  | totale      | %           | numero     | secolari   | regolari   | battezzati per presbitero | diaconi | uomini    | donne     | parrocchie |
| ---- | ----------- | ----------- | ----------- | ---------- | ---------- | ---------- | ------------------------- | ------- | --------- | --------- | ---------- |
| 1948 | 240.000     | 251.436     | 95,5        | 394        | 354        | 40         | 609                       |         |           |           | 324        |
| 1958 | 238.000     | 248.943     | 95,6        | 379        | 377        | 2          | 627                       |         | 50        | 420       | 322        |
| 1970 | 250.000     | 277.381     | 90,1        | 352        | 326        | 26         | 710                       |         | 38        | 292       | 326        |
| 1980 | 252.300     | 301.800     | 83,6        | 314        | 275        | 39         | 803                       |         | 53        | 447       | 345        |
| 1990 | 260.000     | 312.000     | 83,3        | 284        | 247        | 37         | 915                       | 3       | 71        | 328       | 351        |
| 1999 | 255.000     | 311.458     | 81,9        | 233        | 199        | 34         | 1.094                     | 4       | 46        | 169       | 36         |
| 2000 | 255.000     | 326.900     | 78,0        | 218        | 184        | 34         | 1.169                     | 3       | 45        | 152       | 36         |
| 2001 | 255.000     | 326.617     | 78,1        | 205        | 170        | 35         | 1.243                     | 6       | 40        | 269       | 36         |
| 2002 | 255.000     | 326.617     | 78,1        | 201        | 166        | 35         | 1.268                     | 7       | 44        | 264       | 35         |
| 2003 | 255.000     | 326.617     | 78,1        | 194        | 165        | 29         | 1.314                     | 7       | 39        | 259       | 35         |
| 2004 | 255.000     | 326.617     | 78,1        | 185        | 154        | 31         | 1.378                     | 7       | 42        | 168       | 35         |
| 2006 | 256.700     | 329.300     | 78,0        | 184        | 158        | 26         | 1.395                     | 9       | 34        | 184       | 35         |
| 2012 | 264.000     | 377.381     | 70,0        | 153        | 133        | 20         | 1.725                     | 13      | 30        | 162       | 35         |
| 2015 | 274.000     | 387.817     | 70,7        | 112        | 97         | 15         | 2.446                     | 19      | 29        | 137       | 35         |
| 2018 | 278.900     | 395.500     | 70,5        | 96         | 82         | 14         | 2.905                     | 21      | 29        | 107       | 35         |
| 2020 | 285.600     | 405.010     | 70,5        | 90         | 76         | 14         | 3.173                     | 23      | 29        | 97        | 35         |
| 2022 | 272.000     | 407.444     | 66,8        | 92         | 78         | 14         | 2.956                     | 25      | 25        | 87        | 35         |

### Diocesi di Dax
- (FR) Charles Higounet, Dax, in Dictionnaire d'Histoire et de Géographie ecclésiastiques, vol. XIV, Paris, 1960,  coll. 127-140.
- (LA) Denis de Sainte-Marthe, Gallia christiana, vol. I, Parigi, 1715,  coll. 1035-1070.
- (FR) Louis Duchesne, Fastes épiscopaux de l'ancienne Gaule, vol. II, Paris, 1910,  p. 97.
- (FR) E. Dufourcet, Les Evêques de Dax depuis Saint Vincent de Sentes jusqu'à monseigneur Le Quien de Laneuville, in Bulletin de la Société de Borda, quatrième année, 1879,  pp. 205–230.
- (FR) Antoine Degert, Histoire des évêques de Dax, Dax, 1899 (archiviato dall'url originale il 7 gennaio 2014).
- (LA) Pius Bonifacius Gams, Series episcoporum Ecclesiae Catholicae, Ratisbona, 1873,  pp. 543–544.
- (LA)  Konrad Eubel, Hierarchia Catholica Medii Aevi, vol. 1, p. 97; vol. 2, p. 91; vol. 3, p. 113; vol. 4, p. 89; vol. 5, p. 93; vol. 6, pp. 92–93.

### Diocesi di Aire
- (FR) Antoine Degert, Aire, in Dictionnaire d'Histoire et de Géographie ecclésiastiques, vol. I, Paris, 1909,  coll. 1210-1215.
- (LA) Denis de Sainte-Marthe, Gallia christiana, vol. I, Parigi, 1715,  coll.  1147-1188.
- (FR) Louis Duchesne, Fastes épiscopaux de l'ancienne Gaule, vol. II, Paris, 1910,  p. 100.
- (FR) Antoine Degert, Liste critique des évêques d'Aire, in Bulletin historique et philologique, n. 3-4, 1901,  pp. 331–346.
- (FR) Antoine Degert, Histoire des évêques d'Aire, Paris, 1908.
- (LA) Pius Bonifacius Gams, Series episcoporum Ecclesiae Catholicae, Ratisbona, 1873,  pp. 480–481.
- (LA)  Konrad Eubel, Hierarchia Catholica Medii Aevi, vol. 1, p. 72; vol. 2, p. 80; vol. 3, p. 95; vol. 4, p. 69; vol. 5, p. 70; vol. 6, p. 67.